# 1992年アルベールビルオリンピックのアメリカ合衆国選手団
1992年アルベールビルオリンピックのアメリカ合衆国選手団（1992ねんアルベールビルオリンピックのアメリカがっしゅうこくせんしゅだん）は、1992年2月8日から2月23日まで、フランスのサヴォワ県アルベールヴィルで開催された冬季オリンピックのアメリカ合衆国選手団、およびその競技結果。

## 概要
今大会は金メダル5個、銀メダル4個、銅メダル2個の合計11個のメダルを獲得した。
スピードスケートの女子では、ボニー・ブレアが500mで2大会連続の金メダルを獲得し、1000mでも金メダルを獲得して2冠を達成した。

## メダル
| メダル | 選手名                                                                                | 競技                 | 種目            |
| ------ | ------------------------------------------------------------------------------------- | -------------------- | --------------- |
| 金     | ドナ・ワインブレット                                                                  | フリースタイルスキー | 女子モーグル    |
| 金     | クリスティー・ヤマグチ                                                                | フィギュアスケート   | 女子シングル    |
| 金     | ケーシー・ターナー                                                                    | ショートトラック     | 女子500m        |
| 金     | ボニー・ブレア                                                                        | スピードスケート     | 女子500m        |
| 金     | ボニー・ブレア                                                                        | スピードスケート     | 女子1000m       |
| 銀     | ヒラリー・リンド                                                                      | アルペンスキー       | 女子滑降        |
| 銀     | ダイアン・ロフェ                                                                      | アルペンスキー       | 女子大回転      |
| 銀     | ポール・ワイリー                                                                      | フィギュアスケート   | 女子シングル    |
| 銀     | ダーシー・ドーナル エイミー・ピーターソン キャシー・ターナー ニッキ・ジーゲルマイヤー | ショートトラック     | 女子3000mリレー |
| 銅     | ネルソン・カーマイケル                                                                | フリースタイルスキー | 男子モーグル    |
| 銅     | ナンシー・ケリガン                                                                    | フィギュアスケート   | 女子シングル    |